# Thalia geniculata
Thalia geniculata är en strimbladsväxtart som beskrevs av Carl von Linné. Thalia geniculata ingår i släktet Thalia och familjen strimbladsväxter. Inga underarter finns listade.

## Bildgalleri

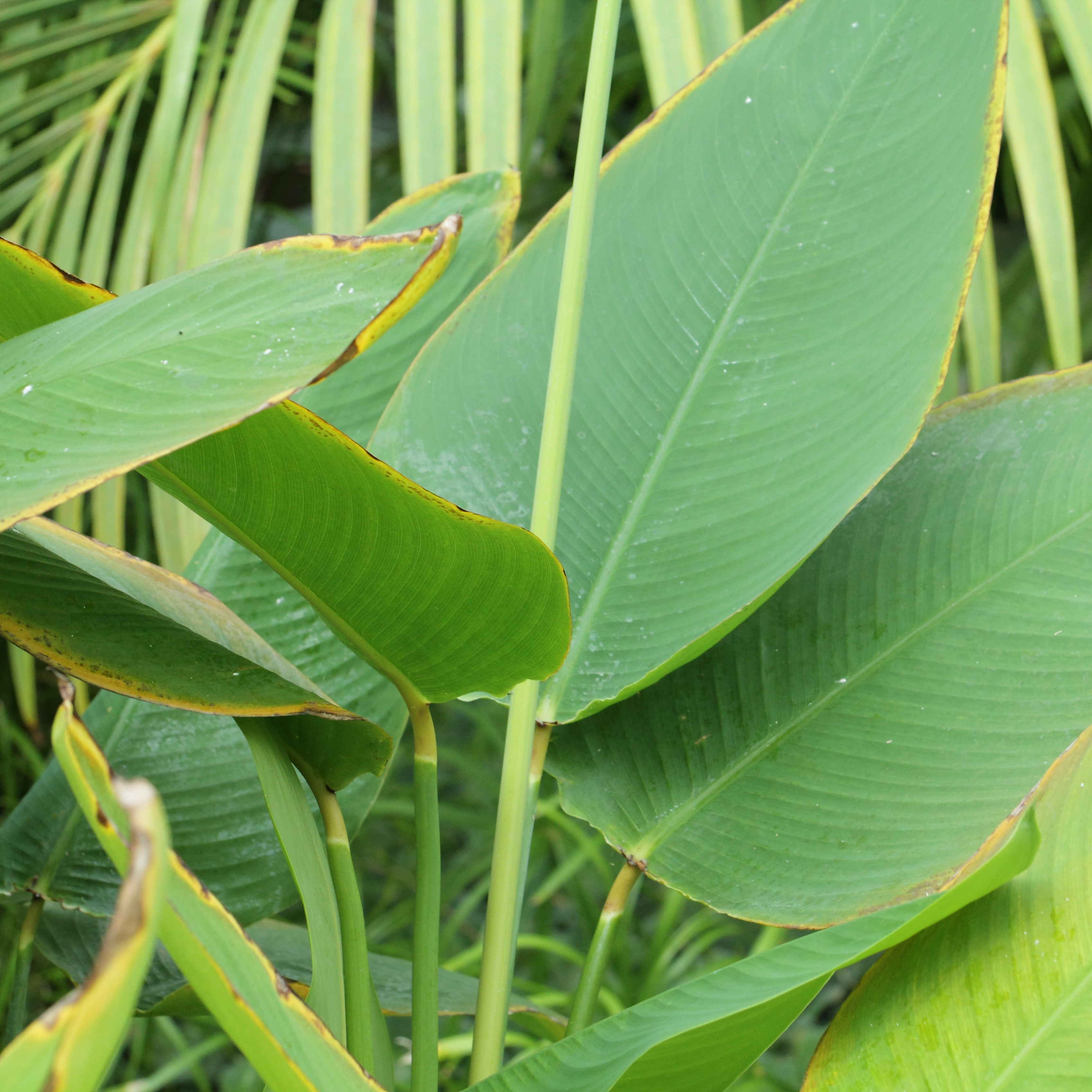
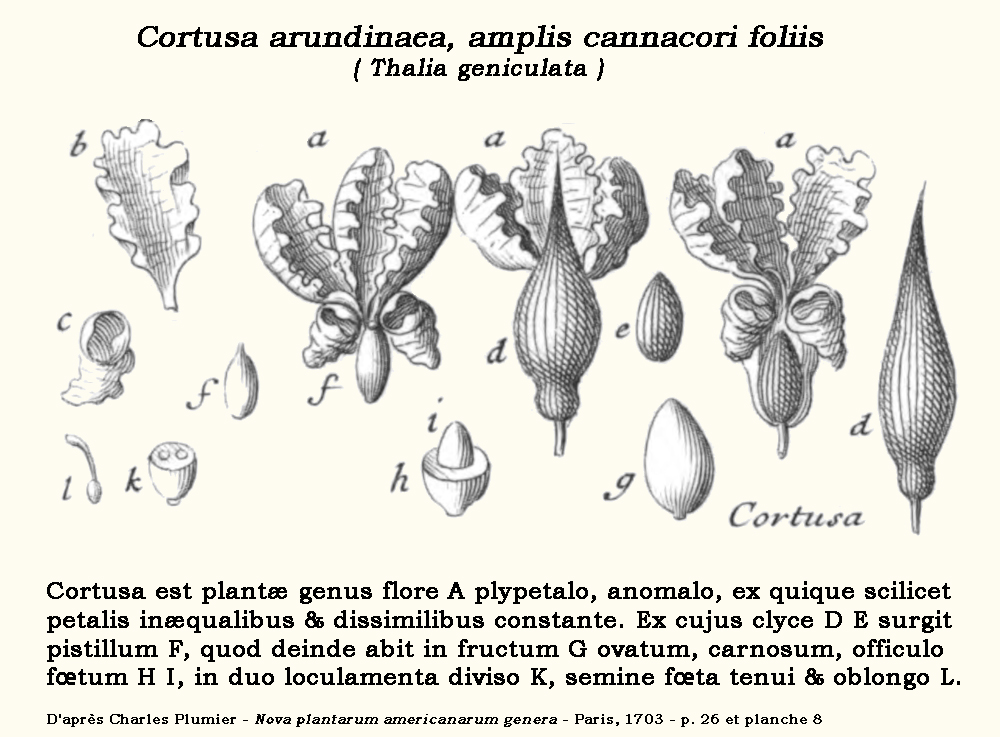
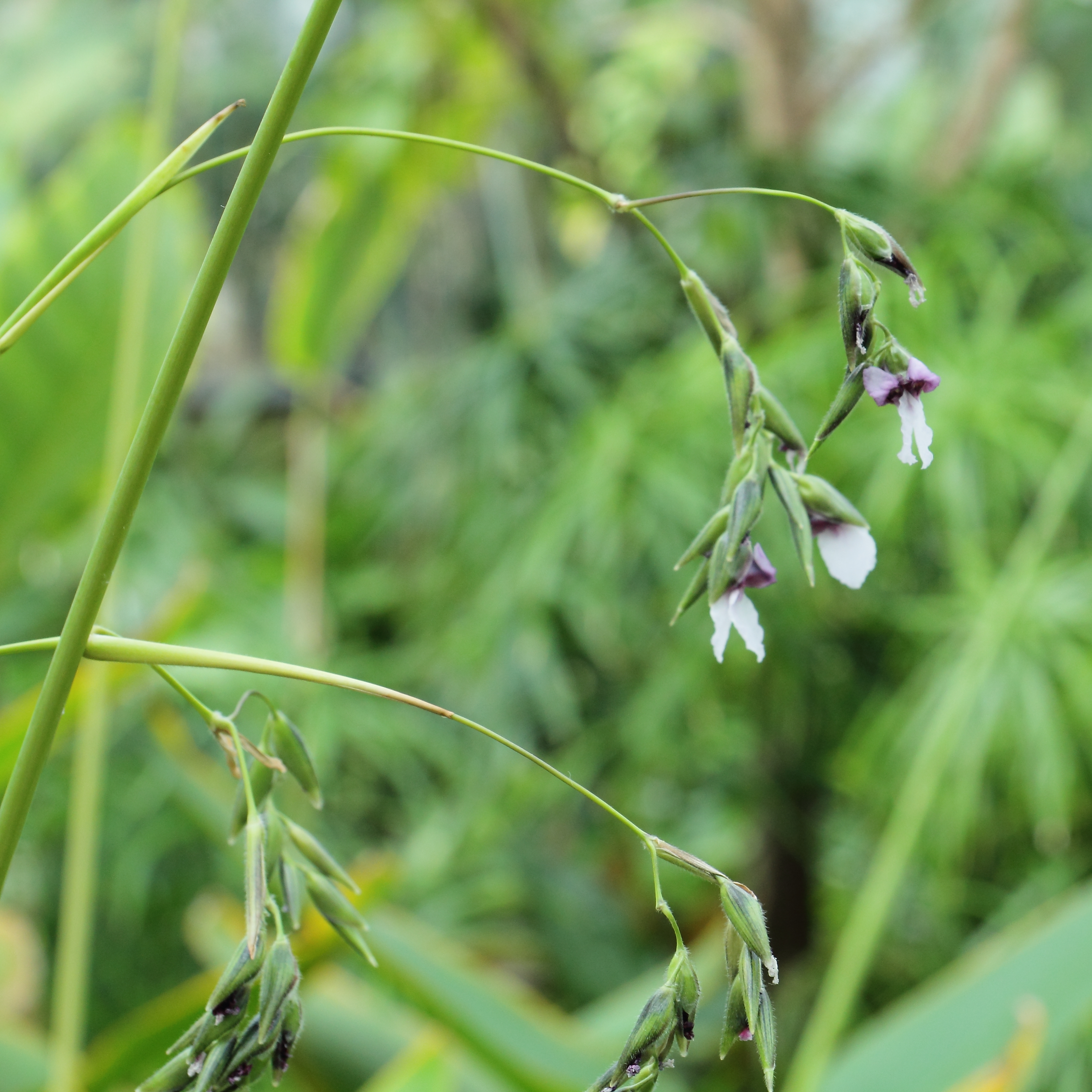
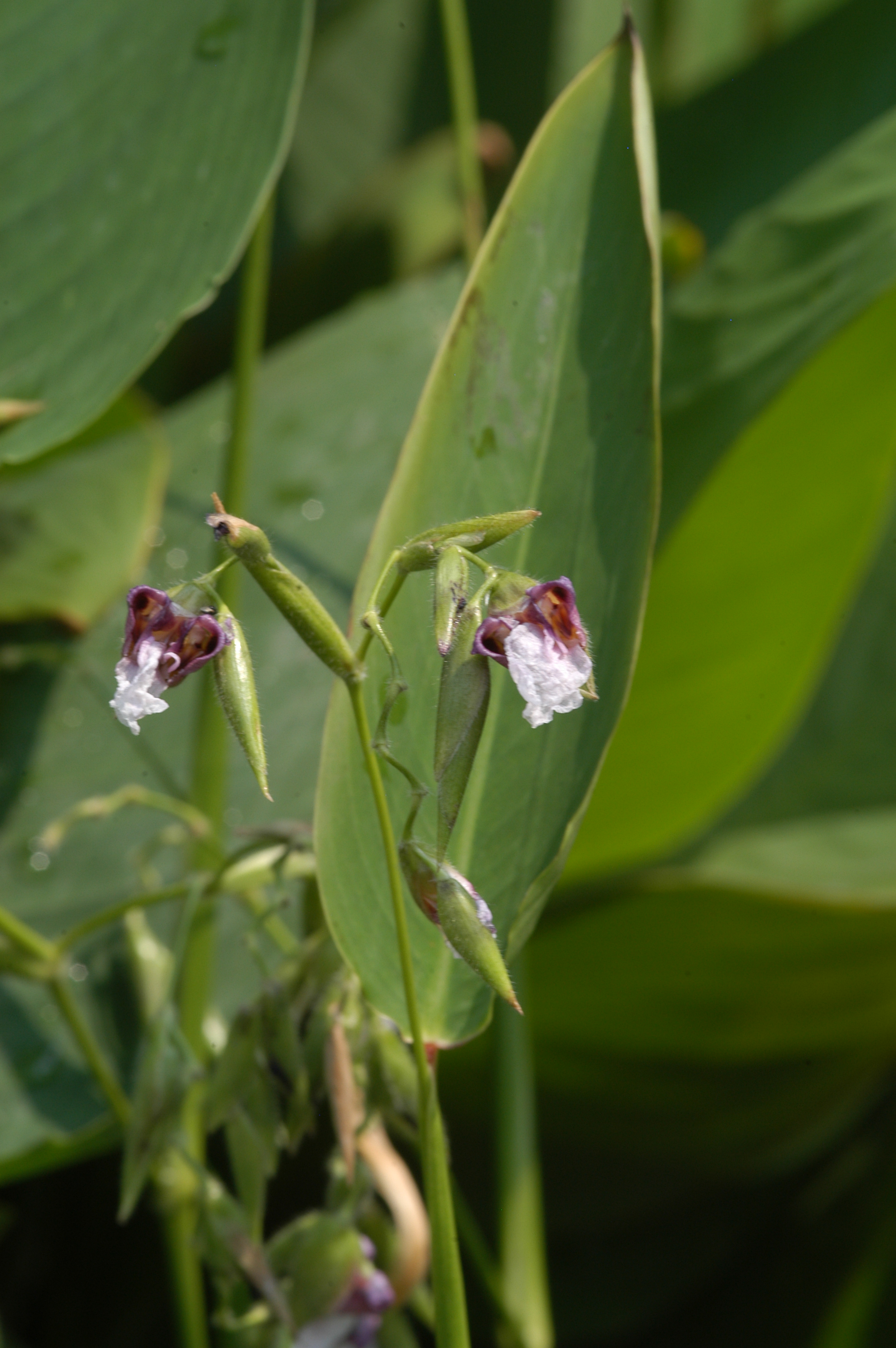